# Liste des conseillers régionaux d'Alsace
Voici la liste des conseillers régionaux du Grand Est élus pour l'Alsace, soit le territoire de la Collectivité européenne d'Alsace.
Sont indiquées les responsabilités exécutives - vice-présidence du conseil régional et attribution de délégations - et les présidences et vice-présidences de commission.

## Mandature 2021-2028[1]

### Groupe de la Majorité Régionale - Les Républicains, Centristes et Indépendants
- Régine Aloird
- Michel Andreu-Sanchez - Vice-président de la commission Enseignement supérieur, Recherche et Innovation
- Patrick Bastian
- Denise Buhl - 8ème Vice-Présidente du Conseil Régional, chargée de la Montagne, de la ruralité, et du patrimoine local
- Jacques Cattin - Vice-président de la commission Tourisme
- Christian Debeve  - Président de la commission Transfrontalier, Europe et Relations Internationales
- Angélique DIEUAIDE - Vice-présidente commission Formation professionnelle
- Bernard FISCHER - Vice-président de la commission Développement économique
- Gilles FREMIOT - Vice-président de la Commission Culture et mémoire
- Laurent Furst
- Nadège HORNBECK - 10ème Vice-présidente du Conseil Régional, chargée de la Santé, de la prévention et du handicap
- Marianne HORNY-GONIER - Vice-présidente de la commission Transports, déplacements et infrastructures
- Évelyne Isinger - Conseillère Régionale subdéléguée chargée des Mobilités transfrontalières
- Pauline Jung - Conseillère Régionale subdéléguée chargée du Numérique
- Guy-Dominique Kennel
- Claude Kern
- Christelle LEHRY - Vice-présidente de la commission Environnement
- Thierry Nicolas
- Dyna PETER-OTT - Vice-président de la commission Développement économique
- Frédéric PFLIEGERSDOERFFER - Conseiller Régional subdélégué à l'Eau
- Thibaud PHILIPPS - 12ème Vice-président du Conseil Régional, chargé des Transports et des mobilités durables
- Gabrielle ROSNER-BLOCH - Conseillère Régionale subdéléguée chargée de la Culture et des Cultes
- Anne Sander - Vice-présidente de la commission Transfrontalier, Europe et Relations Internationales
- Olivier SOHLER
- Claude Sturni - 2ème Vice-président du Conseil Régional, chargé du Développement économique
- Odile UHLRICH-MALLET
- Irène Weiss - Conseillère Régionale subdéléguée chargée de la Cybersécurité et Vice-présidente de la commission Enseignement supérieur, Recherche et Innovation
- Laurent WENDLINGER - Président de la commission Agriculture, viticulture et forêt
- Christèle WILLER - 4ème Vice-présidente du Conseil Régional, chargée du Lycée Durable et de l'Éducation
- Huguette ZELLER - Conseillère Régionale subdéléguée chargée du Transfrontalier

### Groupe Rassemblement national et apparentés
- Nathalie AUBERT
- Jean-Claude BADER
- Hombeline DU PARC
- Valérie ESCHENMANN
- Laurent Gnaedig
- Jordan Guitton
- Eliane KLEIN
- Christelle RITZ
- Pascal TSCHAEN
- Marion WILHELM
- Christian ZIMMERMANN

### Groupe Les Écologistes
- Laurent DREYFUS
- Cécile GERMAIN-ECUER
- Laure Haag
- Caroline REYS
- Gérard SCHANN

### Groupe Centristes et Territoires
- Marie-Paule GAY
- Ludovic Haye
- Jill KÖPPE-RITZENTHALER
- Armand MARX
- Lara MILLION
- Didier PETTERMANN
- Nawel RAFIK‐ELMRINI
- Georges SCHULER
- Vincent Thiébaut
- Justin VOGEL
- Sylvain Waserman
- Séverine WEIDER-NIGLIS

### Groupe La Gauche solidaire et écologiste
- Nadia Linda IBIEM
- Marcello ROTOLO
- Hülliya Turan